# 歩兵第116連隊
歩兵第116連隊（ほへいだい116れんたい、歩兵第百十六聯隊）は、大日本帝国陸軍の連隊のひとつ。

## 沿革
- 1937年（昭和12年）
  - 9月16日 - 軍旗拝受、直ちに上海戦に参加する。
  - 11月 - 南京攻略戦に参加。
- 1938年（昭和13年）
  - 5月 - 徐州会戦に参加。
  - 6月 - 武漢作戦に参加。
- その後襄東作戦、湘カン会戦、宜昌作戦、長沙作戦に参加。
- 1943年（昭和18年） - 常徳殲滅作戦に参加。
- 1944年（昭和19年） - 湘桂作戦に参加。
- 1945年（昭和20年）8月15日 - 終戦。

## 歴代連隊長
| 代 | 氏名       | 在任期間     | 備考 |
| -- | ---------- | ------------ | ---- |
| 1  | 添田孚     | 1937.9.10 -  |      |
| 2  | 山村治雄   | 1939.3.9 -   |      |
| 3  | 村井権治郎 | 1939.10.26 - |      |
| 4  | 新井花之助 | 1942.12.1 -  |      |
| 5  | 大坪進     | 1943.6.23 -  |      |
| 末 | 岩下栄一   | 1945.4.1 -   |      |